# Elecciones federales de Australia de 1910
Las elecciones federales de Australia de 1910 se celebraron el 13 de abril para elegir a los miembros de la Cámara de Representantes de Australia y a 18 de los 36 miembros del Senado del Parlamento de Australia. 
Estas elecciones marcaron varios hitos. Fue la primera vez que un partido o coalición obtuvo la mayoría absoluta en la Cámara de Representantes y el Senado, la primera mayoría absoluta del Partido Laborista a nivel federal y la primera vez que obtenía la mayoría en ambas cámaras, así como la primera vez que un Primer Ministro es derrotado en unas elecciones.
La convocatoria también estuvo marcada por la celebración de dos referéndums. En uno de los referéndums, se propuso una reforma de la Constitución para reformar el apartado referente a las deudas de los Estados de la federación. Mediante esta reforma, el gobierno federal podría asumir cualquier deuda contraída por cualquiera de los Estados en cualquier momento, incluyendo aquellas deudas contraídas antes de la formación de la federación en 1901. En la otra consulta, se pretendía aprobar un acuerdo financiero entre los Estados y la federación para los futuros compromisos y deudas fiscales. Finalmente solo el primero fue aprobado por mayoría de popular y de los Estados.

## Contexto histórico
Tras las elecciones de 1906, la Cámara de Representantes inició sus sesiones el 20 de febrero de 1907. El Primer Ministro Alfred Deakin permitió al parlamento que su legislatura durara hasta el máximo establecido por la Constitución de Australia (tres años) por lo que su disolución estaría prevista para el 8 de diciembre de 1909. Este límite acabó siendo alargado hasta el 19 de febrero de 1910, haciendo de la legislatura saliente la más larga de la historia de Australia.